# Eranina ciliata
Eranina ciliata är en skalbaggsart som först beskrevs av Fisher 1938.  Eranina ciliata ingår i släktet Eranina och familjen långhorningar. Inga underarter finns listade i Catalogue of Life.